# 1120 Cannonia
1120 Cannonia este un asteroid din centura principală, descoperit pe 11 septembrie 1928, de Pelagheia Șain.